# Kaktussjöpung
Kaktussjöpung (Boltenia echinata) är en sjöpungsart som först beskrevs av Carl von Linné 1767.  Kaktussjöpung ingår i släktet Boltenia och familjen lädermantlade sjöpungar. Arten är reproducerande i Sverige. Inga underarter finns listade i Catalogue of Life.